# Верково (Галичский район)
Верково — деревня в Берёзовском сельском поселении Галичского района Костромской области России.

## География
Деревня расположена у речки Сельма.

## История
Согласно Спискам населенных мест Российской империи в 1872 году деревня относилась к 2 стану Солигаличского уезда Костромской губернии. В ней числилось 7 дворов, проживало 22 мужчины и 23 женщины.
Согласно переписи населения 1897 года в деревне проживало 65 человек (29 мужчин и 36 женщин).
Согласно Списку населенных мест Костромской губернии в 1907 году деревня относилась к Нольско-Березовской волости Солигаличского уезда Костромской губернии. По сведениям волостного правления за 1907 год в ней числилось 16 крестьянских двора и 79 жителей.
До муниципальной реформы 2010 года деревня также входила в состав Березовского сельского поселения.

## Население
По состоянию на 1 января 2014 года в деревне числилось 2 хозяйства, проживало 3 человека.
| 2008 | 2010 | 2012 | 2014 |
| ---- | ---- | ---- | ---- |
| 4    | ↗8   | ↘4   | →4   |